# Оса (Кировская область)
 Оса  — деревня в Котельничском районе Кировской области в составе Макарьевского сельского поселения.

## География
Располагается на расстоянии примерно 6 км по прямой на запад-юго-запад от центра поселения села Макарье.

## История
Известна с 1727 года как починок Осинский с 8 дворами, в 1764 году 51 житель. В 1873 здесь (починок Козаковский или Логиновы) дворов 8 и жителей 61, в 1905 11 и 71, в 1926 (деревня Логиновы или Казаковский) 14 и 74, в 1950 10 и 34, в 1989 оставалось 9 человек. Настоящее название утвердилось с 1939 года.

## Население
Постоянное население  составляло 115 человека (русские 94%) в 2002 году, 27 в 2010.